# Монастырь бригидок (Луцк)
Монастырь бригидок — монастырь первого луцкого женского католического ордена; памятник архитектуры национального значения, расположен на улице Кафедральной, 16, в историко-культурном заповеднике «Старый Луцк».

## Основание монастырского комплекса
В рамках Окольного замка, имел общую стену с Верхним замком в Луцке, располагался дворец луцкого старосты и литовского канцлера Альбрехта Станислава Радзивилла. Дворец был пристроен к южной стене Окольного замка между башнями Свинюских и Четвертинских . Еще в начале XVII в. жена волынского хорунжего Изабелла Семашко пригласила в Луцк орден бригидок. В 1624 году Альбрехт Радзивилл передал луцким бригидкам свой дворец . Он объяснял это так (перевод с польского) :
 Я хочу распространять хвалу Божию по обычаю своих предков. Кроме того, ввиду отсутствия одного женского монастыря, потребность учредить такой очень важной для умножения божьей хвалы.

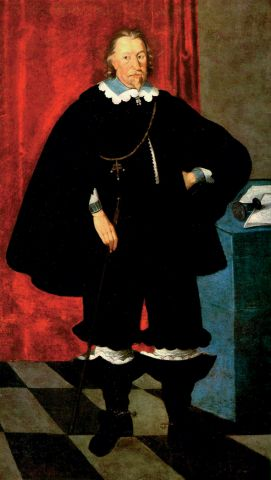
Альбрехт Радзивилл, 1640

Луцкий конвент Святой Бригитты, поддерживаемый королём и Костелом, дарованный фундушу от луцкого епископа Станислава Лубенского и Папы Урбана VIII , имел достаточные средства для активной деятельности. Подаренный дворец надо было переоборудовать под монастырские помещения, а также построить костел. Сначала в одной из башен Окольного замка, которые с обеих сторон примыкали к дворцу, бригидки оборудовали часовню с образом апостола Петра в оковах . Параллельно с этим происходило строительство костела. В 1635 году король Владислав IV Ваза предоставил разрешение бригидкам сделать калитку в замковой стене к реке Стыр. Строительные работы были завершены в 1642 году и тем самым показали построение костела Святой Бригитты в стиле барокко и переоборудование дворца под кельи, в котором в частности были сделаны окна с выходом на реку.

## История деятельности монастыря
При монастыре действовала школа, где учились дети дворян и зажиточных мещан. Так, известно о барышне Анне Станишевской, отцом которой был луцкий ключник и королевский секретарь Ян Станишевский. После его смерти она унаследовала большие имения. Бригидский монашеский чин приняла и Анна Гулевичива — дочь Ежи Гулевича. Орден бригидок наравне с другими орденами и костелами Луцка имел достаточную поддержку среди шляхты и простых горожан. Для лоббирования интересов католических монастырей Волыни в сенате и сейме было достаточно представителей из Волыни. Так, в частности и монастырь бригидок в Луцке получал щедрые пожертвования от шляхты в первой половине XVII в. . В 1644 году монастырь получил подарок в размере 1000 злотых от Марианны Гулевичивны. К делу повышения благосостояния обители приобщались и настоятельницы монастыря. В 1673 году при активной деятельности настоятельницы Теофилии Одинцувнои монастырь был освобожден от уплаты налогов.
Кроме того, известны неоднократные судебные процессы луцких бригидок с представителями шляхты за материальные ресурсы. В 1648 году они подали в суд на сыновей Ежи Гулевича Вацлава и Яна, обвиняя их в сокрытии родительского собрания, согласно которым якобы оставались большие пожертвования для больниц и костелов. Однако дело закончилось оправданием братьев, так как суд не смог найти доказательств существования именно такого завещания. Интересно, что второе судебное дело бригидок против тех же братьев Вацлава и Яна было выигрышным. В своё время братья отказались исполнить последнюю волю Марианны Гулевичивны — сделать пожертвования монастырю. В данном случае суд удовлетворил иск, и Вацлав с Яном Гулевичи выплатили бригидкам 1000 злотых .
В 1724 году произошёл пожар, причинивший значительный ущерб костелу и монастырю. Однако при поддержке Луцкого епископа Стефана Рупневського ордена восстановил поврежденные помещения. При общегородскогм пожаре в 1781 году бригидский комплекс вновь пострадал от огня. На многочисленные пожертвования костел и монастырь были восстановлены, но уже реконструированы в стиле классицизма. Кроме этого, во время реконструкции была сделана большая стена, отгораживающая монастырь от города. Во многом это объяснялось тем, что окольный замок после этого пожара превратился в руины, поэтому территория монастыря уже не была так защищена.

## Ликвидация монастыря

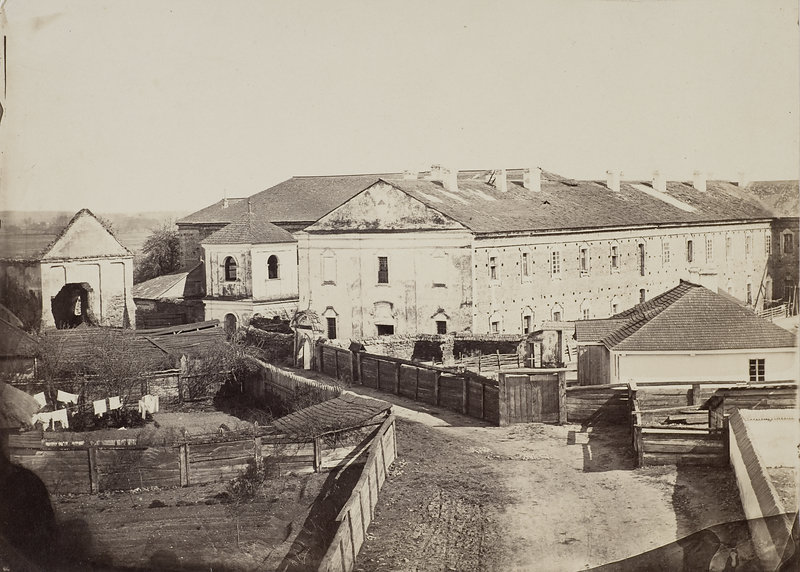
Монастырь в 1870-х

В 1845 году на территории бригидского комплекса произошел небольшой пожар. Для его тушения сбежались мещане, однако их задержала большая построенная ещё в 1781 г. стена. Монахини отказались впустить на свою территорию людей для тушения пожара. В результате огонь разгорелся и перекинулся на другие сооружения города, от чего произошёл едва ли не самый крупный пожар Луцка за всю историю, при котором пострадало много домов, государственных учреждений, а также сгорели все костелы и монастыри островной части Луцка. Общие убытки были оценены в размере 150 000 серебряных российских рублей. Компенсацией за ущерб городу была конфискация помещения монастыря и костела и всей внутренней утвари . Зато на содержание каждой монахини было назначено 40 рублей ежегодно. Это сильно поколебало положение бригидок. В 1879 году орден бригидок в Луцке отменяется и последние монашки переводятся в Дубно, а затем в Гродно . Во время ремонта башня костела была разобрана.
В 1890 году здание начали обустраивать под полицейское управление и тюрьму. Был окончательно сбит декор и достроен третий этаж. Архитектурный комплекс луцких бригидок навсегда потерял свой вид. В бригидских помещениях планировали открыть гимназию. Однако её разместили в бывших кельях монастыря бернардинцев, а тюрьму, которая должна расположиться там, образовали именно в бригидском комплексе . Итак, в переоборудованных кельях разместилась окружная Луцкая тюрьма, а в костеле — тюремная часовня.

## Трагедия Луцкой тюрьмы в июне 1941 года

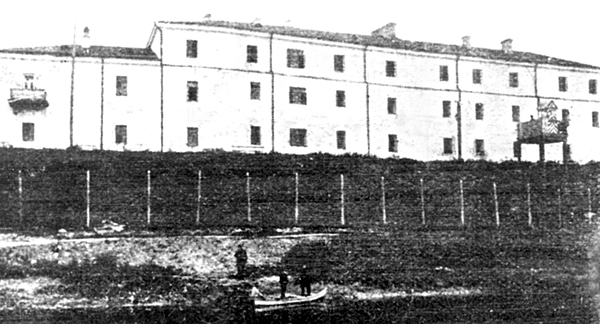
Тюрьма. Фото середины XX века

В межвоенный период в тюрьме, кроме заключенных, совершивших уголовные преступления, находились и политические заключенные. Такими были люди, которые подозревались в связях с Организацией украинских националистов . После присоединения Волыни к СССР тюрьма ещё больше «усыпана» заключенными различных категорий: бывшие священники, члены и подозреваемыми в членстве в ОУН, врачи, представители научного и творческого слоев общества. Массовые уничтожения заключенных в Западной Украине начались во времена нападения немцев на СССР . Это же произошло и в Луцкой тюрьме, где 23 июня 1941 солдатами НКВД было расстреляно около 2000 человек .
Тюрьма еще действовала до 1960-х годов. Затем в помещениях сделали музыкальное училище.

## Сегодня

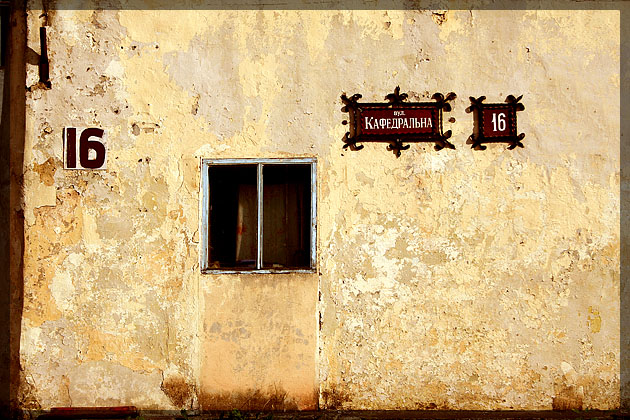
Фрагмент стены

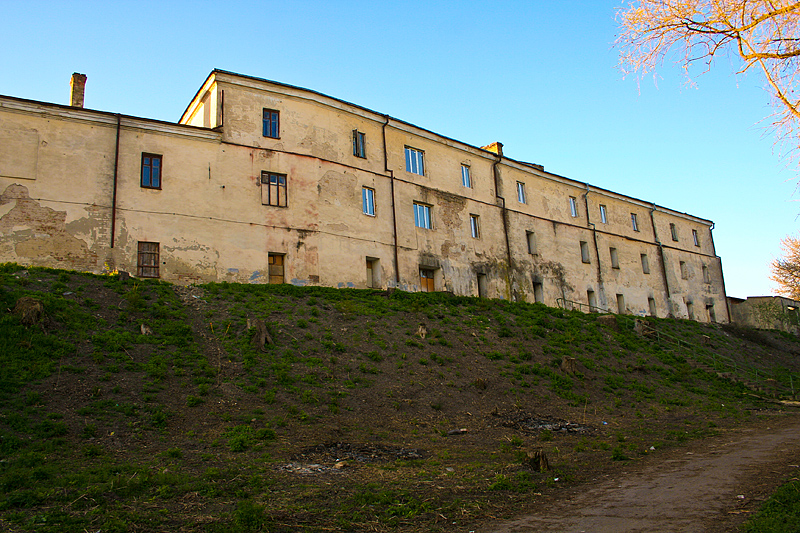
Южная стена

В настоящее время помещения переоборудованных келий и костела пустуют. Дом не ухоженный и требует ремонта. Часть сооружения занимает Замковый Свято-Архангельский мужской монастырь УПЦ КП. Также на территории находятся несколько частных фирм.

## Архитектура
В результате нескольких пожаров и реконструкций после них, а во многом после пожара 1845 и перестройки под тюрьму первичная храмовая архитектура была утрачена. Помимо разборки башни, сбивания декора, помещения монастыря получили третий этаж. В интерьере оно имеет крестовые своды, кроме третьего этажа. В плане бывший монастырь с пристроенным костелом имеет размеры 70×72 м. Сохранились двухъярусные подземелья, которые имеют выход к реке.

## Главные основатели
- Альбрехт Станислав Радзивилл
- епископ Станислав Лубенский
- Папа Урбан VIII
- Члены рода Гулевичей
- епископ Стефан Рупневський
- и другие неизвестные шляхтичи